# Josef Kramer

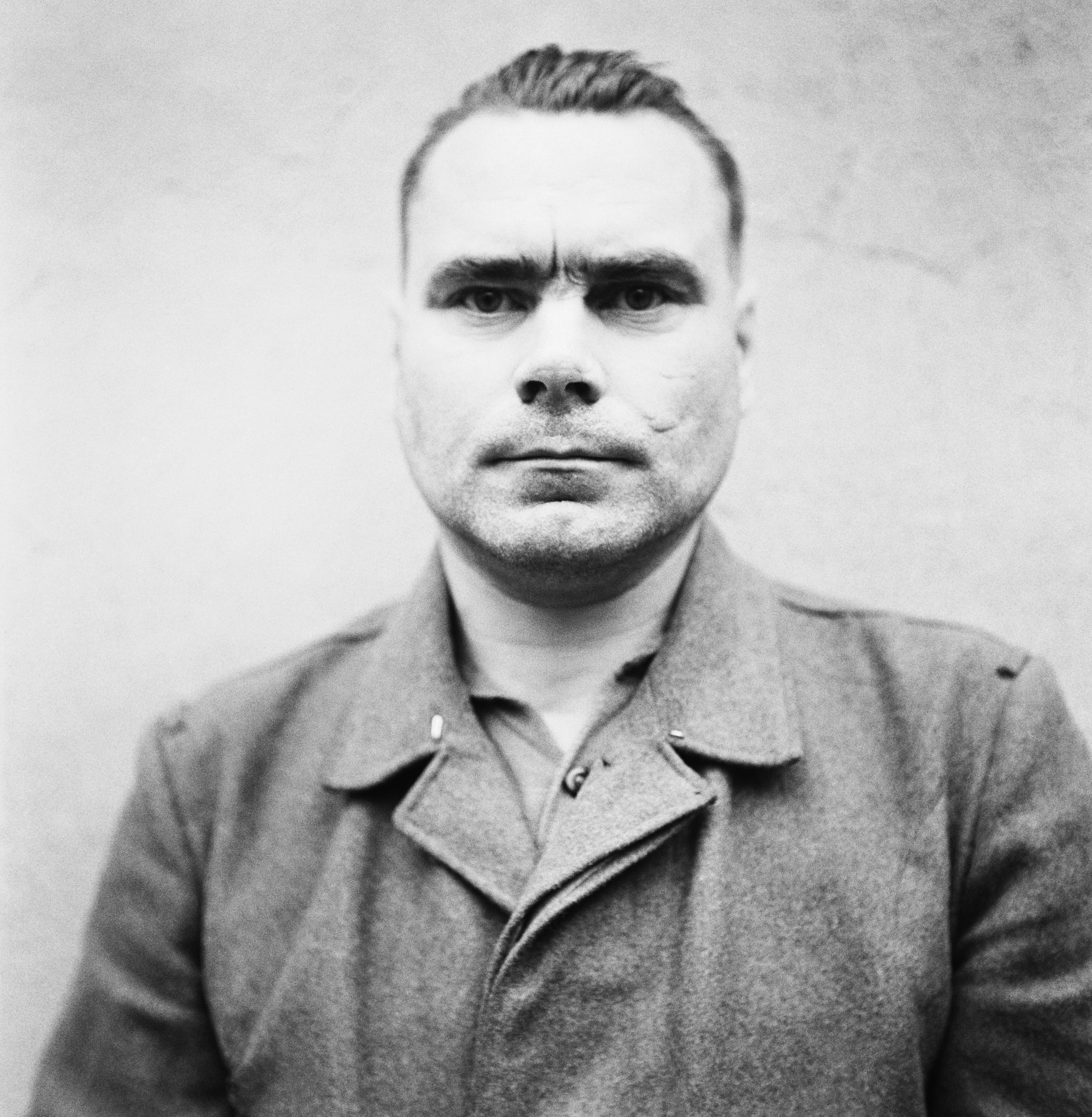
Josef Kramer (August 1945)

Josef Kramer (* 10. November 1906 in München; † 13. Dezember 1945 in Hameln) war ein deutscher SS-Führer und Lagerkommandant der Konzentrationslager Natzweiler-Struthof, Auschwitz-Birkenau und Bergen-Belsen, der als Kriegsverbrecher im Bergen-Belsen-Prozess zum Tode verurteilt und hingerichtet wurde.

## Herkunft, Schulzeit, Ausbildung und Arbeitslosigkeit
Josef Kramer wuchs als Einzelkind in einer Mittelschichtsfamilie auf, sein Vater war verbeamteter Rechnungsprüfer. Seine Eltern erzogen ihn „streng katholisch“. 1913 zog die Familie von München nach Augsburg, wo Kramer die Volksschule abschloss. Ab 1920 machte er eine Elektrikerlehre. Danach besuchte er die Handelsschule und absolvierte eine dreijährige Ausbildung zum Buchhalter in einem Warenhaus. Aufgrund der schwierigen Wirtschaftslage seines Arbeitgebers verlor er 1925 seine erste Anstellung nach wenigen Monaten. Die folgenden neun Jahre war er bis auf Gelegenheitsarbeiten als Hausierer erwerbslos und lebte während dieser Zeit noch im Elternhaus. Als auch sein Vater während der Weltwirtschaftskrise 1931/32 seine Arbeit verlor, geriet die ganze Familie in wirtschaftliche Not.

## Hinwendung zum Nationalsozialismus
Zum 1. Dezember 1931 trat der bis zu diesem Zeitpunkt politisch wenig interessierte Kramer der NSDAP bei (Mitgliedsnummer 733.597). Am 20. Juni 1932 trat er in die SS ein (SS-Nummer 32.217). Als SS-Mitglied führte er ehrenamtlich Tätigkeiten für die in Augsburg stationierte 29. SS-Standarte, II. SS-Sturm unter Leitung von Hans Loritz aus. Nach der Machtübernahme der Nationalsozialisten erhielt er Ende Oktober 1933 eine Anstellung als Taggeldangestellter beim Steueramt in Augsburg und wechselte im Januar 1934 zum Standesamt Augsburg. Er war mit der Erstellung der Impflisten für den Bezirksarzt Augsburg Stadt betraut. Zudem fertigte er ein Verzeichnis für die Geburts-, Heirats- und Sterberegister und Kirchenaustritte an.
Seine 1934 erfolgte hauptamtliche Anstellung beim SS-Hilfswerk im Konzentrationslager Dachau markierte eine erste Etappe seines nun beginnenden Aufstieges im nationalsozialistischen Konzentrationslagersystem. Er wurde dort von Hans Loritz angefordert und zog erstmals aus dem Elternhaus aus. Beim SS-Hilfswerk, einer Institution zur Betreuung aus Österreich geflohener Nationalsozialisten, war er als Schreiber in der SS-Zahlmeisterei eingesetzt. Über das Geschehen im Konzentrationslager war er im Bilde.

## Ein- und Aufstieg bei der Konzentrationslager-SS
Von November 1934 bis Juni 1936 arbeitete er als Schreiber in der Kommandantur des KZ Esterwegen unter dem Lagerkommandanten Loritz. Als das Lager Esterwegen 1936 aufgegeben wurde, kehrte er nach Dachau zurück, wo er, wiederum unter Loritz, im Schreibdienst in der Kommandantur eingesetzt wurde. Von Juni 1937 bis August 1938 war er im KZ Sachsenhausen zuerst in der Adjutantur beschäftigt und stieg dann zum Leiter der Poststelle auf. Mit seiner Versetzung in das KZ Mauthausen im August 1938 wurde er Adjutant unter dem Lagerkommandanten Franz Ziereis. Von Mai 1940 bis November 1940 war er im KZ Auschwitz Adjutant von Rudolf Höß und absolvierte anschließend bis April 1941 im KZ Dachau die Schulung zum Schutzhaftlagerführer.

## Lagerkommandant im KZ Natzweiler-Struthof
Unmittelbar danach wurde er in dem im Elsass gelegenen KZ Natzweiler-Struthof zunächst bis Mai 1942 als Schutzhaftlagerführer eingesetzt, wirkte ab Februar 1942 als kommissarischer Kommandant, bevor er dort im Oktober 1942 zum Lagerkommandanten aufstieg.
Unter seiner Kommandantur wurde im KZ Natzweiler-Struthof eine Gaskammer für Menschenversuche der Forschungsgemeinschaft Deutsches Ahnenerbe gebaut, deren Fertigstellung er am 12. April 1943 meldete. Im August 1943 ließ er 86 aus dem KZ Auschwitz überstellte Gefangene dort vergasen, um die berüchtigte „Schädel- und Skelettsammlung“ des Anatomieprofessors August Hirt an der Reichsuniversität Straßburg zu vervollständigen. Kramer leitete diese Mordaktion und sah beim Todeskampf der Opfer durch ein Fenster zu. Im Frühjahr 1943 war er mit dem Kriegsverdienstkreuz II. Klasse ausgezeichnet worden.

## Lagerkommandant im KZ Auschwitz-Birkenau
Im Mai 1944 wurde Kramer als Lagerkommandant im KZ Auschwitz-Birkenau Nachfolger von Friedrich Hartjenstein, der wiederum in das KZ Natzweiler-Struthof versetzt wurde. Oswald Pohl ordnete damals als Leiter des WVHA einen Wechsel der im KZ-Komplex Auschwitz eingesetzten Lagerkommandanten an und ernannte gleichzeitig Rudolf Höß zum Standortältesten. Ab diesem Zeitpunkt begann unter der Leitung von Höß die so genannte „Ungarn-Aktion“, die Ermordung hunderttausender ungarischer Juden, daneben war Höß mit der Einarbeitung der damals gerade neu eingesetzten Lagerkommandanten Baer und Kramer befasst. Die Gaskammern und Krematorien lagen im KZ Auschwitz-Birkenau, unmittelbar für sie verantwortlich war der SS-Hauptscharführer Otto Moll.
Die Auschwitzüberlebende Olga Lengyel erlebte Kramer während einer Selektion im Krankenbau des Frauenlagers, wo er ihrer Aussage zufolge beim Verladen der Opfer auf die Lastwagen einem weiblichen Häftling den „Schädel mit einem Knüppelschlag zerschmetterte“.

## Lagerkommandant im KZ Bergen-Belsen

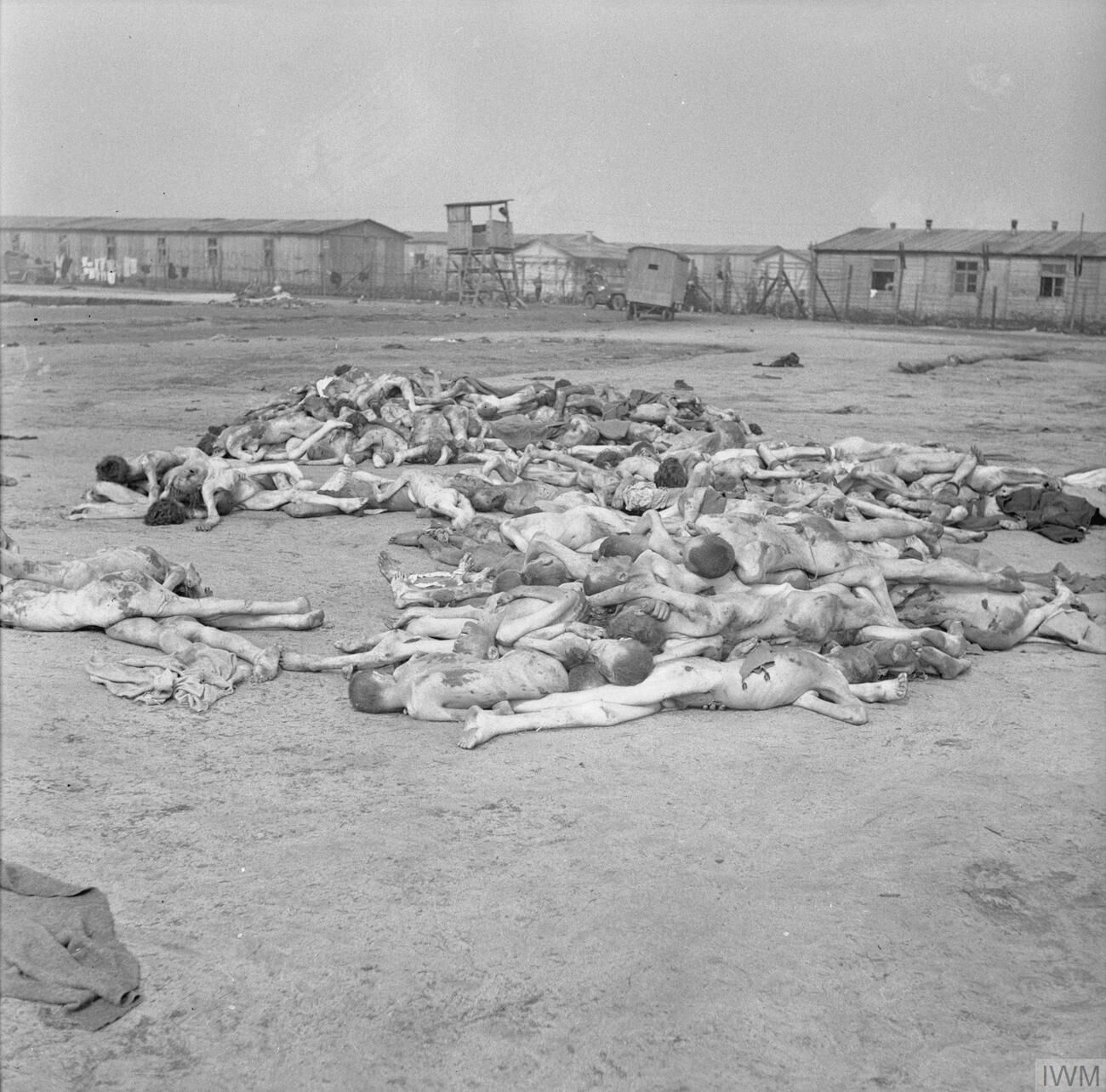
Häftlingsleichen auf dem Gelände des KZ Bergen-Belsen im April 1945

Im Zuge der Zusammenlegung des KZ Auschwitz mit dem KZ Auschwitz-Birkenau unter der Leitung von Richard Baer wurde Kramer in das KZ Bergen-Belsen versetzt und übernahm dort am 2. Dezember 1944 die Lagerleitung als Nachfolger von Adolf Haas. Einen Teil seines bisherigen Personals nahm er mit nach Bergen-Belsen. Unter seiner Führung wurde im sogenannten Sternlager die jüdische Häftlingsselbstverwaltung abgeschafft. Jüdische Gefangene wurden aus „besonders geschützten Arbeitsstellen“ entfernt und durch nichtjüdische Funktionshäftlinge ersetzt, die umgehend ein Schreckensregiment einführten. Zudem verschlechterten sich die Lebensbedingungen für die jüdischen Häftlinge durch herabgesetzte Nahrungsrationen und Überbelegung von Häftlingsbaracken.
Die Zustände im Lager entwickelten sich unter Kramers Lagerkommandantur zu einem unvorstellbaren Grauen, dem die meisten Belsen-Häftlinge, hauptsächlich durch Entkräftung und Typhus, zum Opfer fielen. Bergen-Belsen wurde gegen Kriegsende Ziel etlicher Evakuierungstransporte anderer Konzentrationslager, dadurch war das Lager völlig überbelegt, und die zunehmend schlechte Versorgungslage und Seuchen forderten massenweise Todesopfer.
Kurz vor der Befreiung des Lagers ließ Kramer noch die Akten der Kommandantur vernichten und wies die entkräfteten Häftlinge an, die zu Tausenden auf dem Lagergelände herumliegenden Leichen wegzuräumen. Im Januar 1945 hatte er noch das Kriegsverdienstkreuz I. Klasse verliehen bekommen.

## Verhaftung

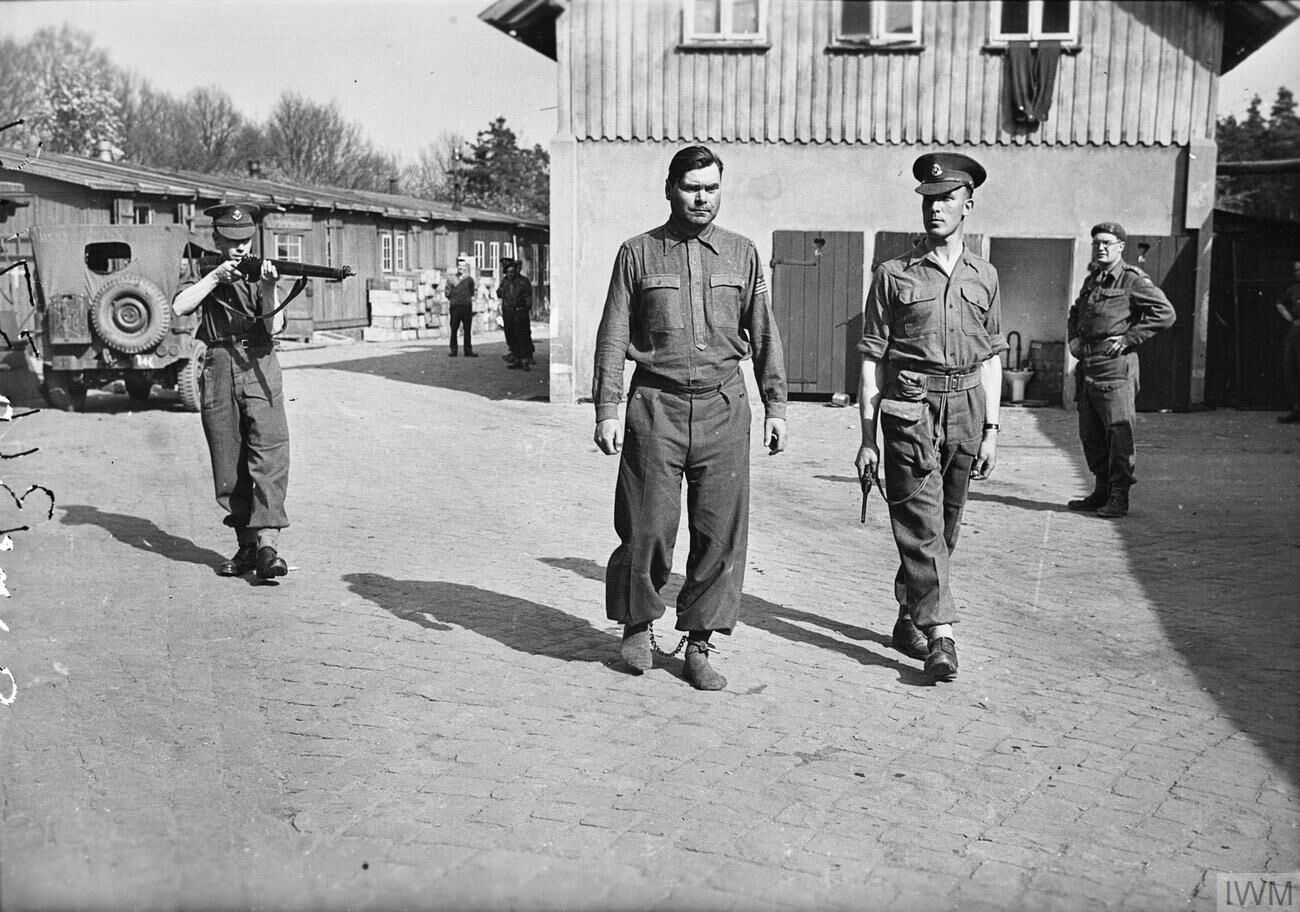
Josef Kramer wird mit Fußfesseln am 17. April 1945 durch das KZ Bergen-Belsen geführt.

Am 15. April 1945 besetzte die 11. Panzerdivision der British Army im Zuge eines mit der Wehrmacht ausgehandelten lokalen Waffenstillstands kampflos das Konzentrationslager Bergen-Belsen, das als neutralisiertes Gebiet übergeben wurde. Oberst Taylor, der Kommandant des 63. britischen Panzerabwehrregiments, erhielt das Amt des Lagerkommandanten.
Aus Angst vor möglichen Häftlingstumulten versuchte Kramer erfolglos, den britischen Armeeangehörigen den Zutritt zum Lager zu verweigern. Diese fuhren jedoch ins Lager und informierten die Häftlinge über ihre Ankunft.
Einige Häftlinge versuchten kurz darauf in die Häftlingsküche und den Kartoffelkeller einzudringen. Die Lager-SS, ungarische Soldaten der benachbarten Panzerschießschule, die von den Briten den Befehl der Bewachung erhalten hatten, schossen auf diese. Britische Offiziere unterbanden das umgehend. Danach richtete ein britischer Offizier seine Pistole auf Kramer und zwang ihn, einen verletzten Häftling ins Lazarett zu tragen. Am 17. April 1945 wurde Kramer verhaftet, unter Arrest gestellt und in Fesseln durch das Lager geführt. Nach mehrfachen Vernehmungen erfolgte am 18. April 1945 die Einlieferung in das Kriegsgefangenenlager Celle. Anfang Mai 1945 wurde er kurzzeitig ins belgische Diest überstellt und danach wieder nach Celle verbracht. Während der Verhöre gab Kramer bereitwillig Auskunft. Er schilderte seinen Lebenslauf und äußerte sich auch zu begangenen Verbrechen: So räumte er die Durchführung der Vergasung von 86 Juden im KZ Natzweiler-Struthof ein, die er, ohne etwas zu fühlen, als Befehlsempfänger vorgenommen habe.

## Nachkriegszeit – Prozess, Todesurteil und Hinrichtung

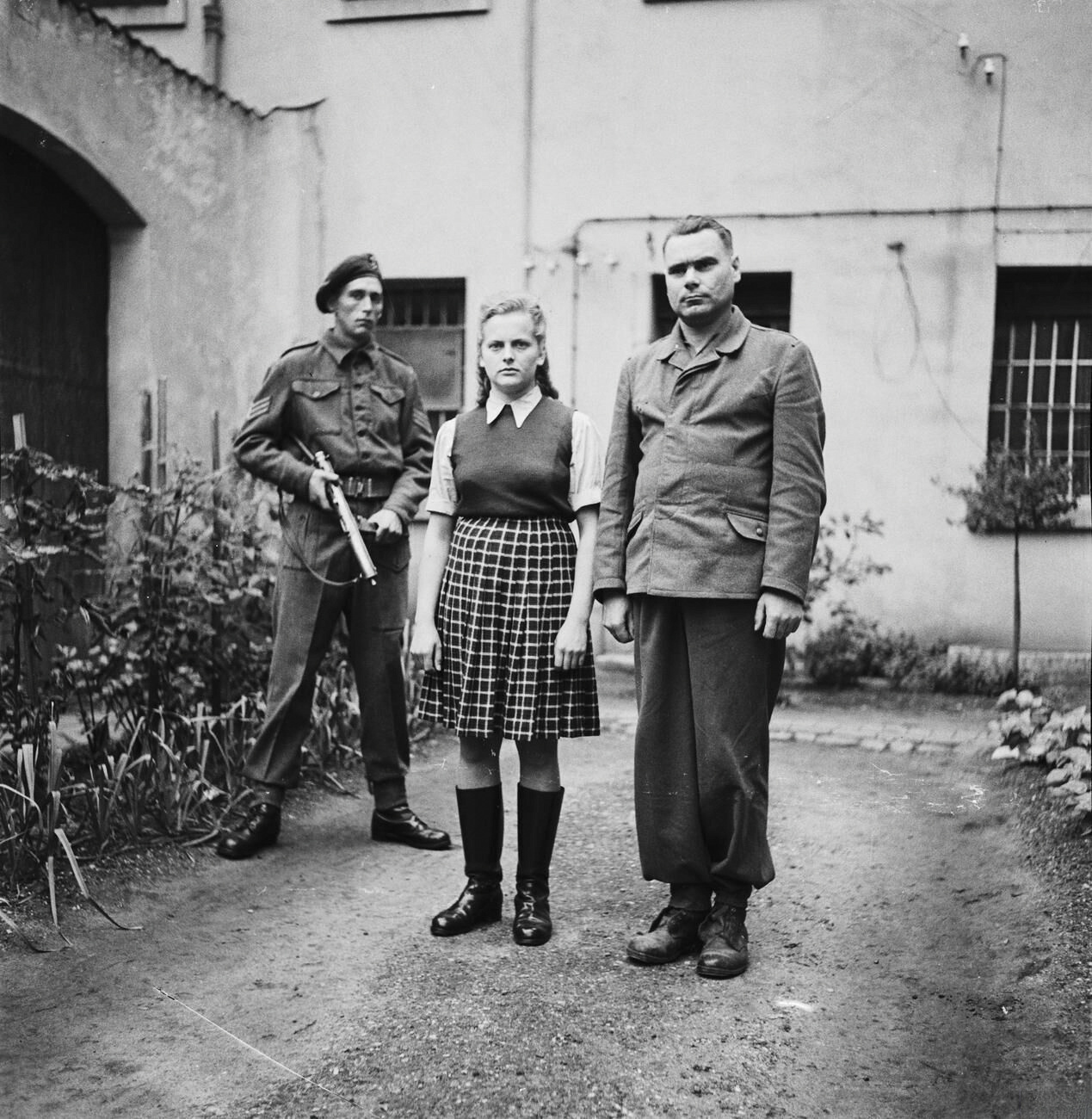
Irma Grese und Josef Kramer im Gefängnishof in Celle im August 1945

Kramer wurde in der britischen Öffentlichkeit als „Beast of Belsen“ (Bestie von Belsen) bezeichnet. Er musste sich ab dem 17. September 1945 mit 44 weiteren Angehörigen des Belsener Lagerpersonals im Bergen-Belsen-Prozess vor einem britischen Militärgericht wegen Kriegsverbrechen und Verbrechen gegen die Menschlichkeit verantworten. Das Verfahren fand in der dafür eigens umgebauten städtischen Turnhalle in Lüneburg statt. In seinem Fall wurden nicht nur im KZ Bergen-Belsen begangene Verbrechen verhandelt, sondern ebenso wie bei zehn weiteren Beschuldigten Verbrechen im KZ Auschwitz. Zu Verhandlungsbeginn plädierte er wie alle anderen Angeklagten auf „nicht schuldig“. Für Kramer sagte einzig dessen Ehefrau Rosina (* 1914) aus, eine Stenotypistin, mit der er seit Oktober 1937 verheiratet war und drei Kinder hatte.
Am 17. November 1945 wurde Kramer zum Tode durch den Strang verurteilt. Bereits am 18. November stellte er bei Feldmarschall Bernard Montgomery ein Gnadengesuch. Er schob darin die Verantwortung für die katastrophalen Zustände in Bergen-Belsen auf seine Vorgesetzten, verwies auf die kriegsbedingten Umstände und beschrieb sich als Befehlsempfänger, der „aufopfernd“ sowie „ohne Rücksicht“ seine Pflicht erfüllt habe. Er sei vor der Lagerübergabe auch nicht „feige“ geflohen, sondern „aus Sorge vor den ihm anvertrauten Gefangenen“ gewissenhaft vor Ort geblieben und schloss wie folgt: „1.) Ich bin an den mir zur Last gelegten Straftaten für Bergen-Belsen, wie auch für Auschwitz vollkommen unschuldig. 2.) Ich bin kein Kriegsverbrecher. 3.) Ich habe keinen Menschen aus eigener Initiative getötet. 4.) Ich war nur Soldat und habe als solcher die Befehle meiner militärischen Vorgesetzten durchgeführt.“ Dem Gnadengesuch wurde nicht stattgegeben.
Das Urteil wurde am 13. Dezember 1945 im Zuchthaus Hameln vollstreckt. Kramers Henker war Albert Pierrepoint.

## Ränge
| Datum          | Rang                |
| -------------- | ------------------- |
| Ende 1933      | SS-Unterscharführer |
| September 1934 | SS-Scharführer      |
| April 1935     | SS-Hauptscharführer |
| Frühjahr 1937  | SS-Untersturmführer |
| Januar 1939    | SS-Obersturmführer  |
| 1. Juni 1942   | SS-Hauptsturmführer |